# ミスタープロスペクター
ミスタープロスペクター (Mr. Prospector) はアメリカ合衆国の競走馬。競走馬としては大成できなかったが、種牡馬としては20世紀末でもっとも成功しミスタープロスペクター系を築いた。

## 来歴
母ゴールドディガー（金鉱採掘者）にちなんでミスタープロスペクター（探鉱者）と名づけられた。
セクレタリアトと同世代だがミスタープロスペクターは出世が遅く大競走に出ていないためセクレタリアトとは一度も対戦することはなかった。競走成績は14戦7勝。短距離の競走で2度のレコードを出したが重賞は2度の2着がある程度で勝つことはできなかった。
そして、マイル以上の距離では低調なパフォーマンスだったことから生粋のスプリンターであったことが窺える。
種牡馬入り直後の産駒には小粒な早熟短距離馬が多かったが、1979年には2歳リーディングサイアーとなり、1982年にはコンキスタドールシエロがベルモントステークスを制した。その後、供用地がケンタッキー州に移った頃からクラシックホースを含む大物を出し始め、また産駒も種牡馬として成功し始めた。1987 - 1988年にはリーディングサイアーとなり、大種牡馬としての地位を確立した。タフな種牡馬としても知られ、29歳で死亡した1999年にも種付けをこなしていた。1999年６月1日、疝痛によって死亡した。
子孫はダートの比較的長いところを得意とし、北米のクラシック路線で特に強い。北米でのシェアは、2014年のステークス勝ち数で34%、2016年の種付け数で30%。いずれもノーザンダンサー系（全体）に肉薄する。北米三冠レースに限定すれば、1995-2014年の20年間の勝ち数の約6割をミスタープロスペクター系が占め、ノーザンダンサー系の17%、ボールドルーラー系の10%を大幅に引き離して他系統を圧倒している。特に長距離のベルモントステークスでは7割というかなり高い占有率である。一方で、北米の2歳線や短距離路線はノーザンダンサー系（特にストームバード系）がそのニッチを占めているため相対的にはやや弱い。

## 種牡馬成績

### 代表産駒
- 1977年生
  - ファピアノ / Fappiano（1981年メトロポリタンハンデキャップ）
- 1978年生
  - ミスワキ / Miswaki（1980年サラマンドル賞）
- 1979年生
  - クラフティプロスペクター / Crafty Prospector（種牡馬、アグネスデジタルの父）
  - コンキスタドールシエロ / Conquistador Cielo（1982年メトロポリタンハンデキャップ 、ベルモントステークス）
  - ヴァインゴールド / Vain Gold（繁殖牝馬、ビハインドザマスクの母）
- 1980年生
  - エイロ / Eillo（1984年ブリーダーズカップ・スプリント）
- 1981年生
  - プローチダ / Procida（1984年フォレ賞、ハリウッドダービー）
- 1982年生
  - ダミスター / Damister（種牡馬、セルティックスウィング・トロットスターの父）
- 1983年生
  - ウッドマン / Woodman（種牡馬、ヘクタープロテクター・ティンバーカントリー・ヒシアケボノなどの父）
- 1984年生
  - アフリート / Afleet（1987年ジェロームハンデキャップ）
  - ガルチ / Gulch（1987年・1988年メトロポリタンハンデキャップ、1988年ブリーダーズカップ・スプリントなど、G1・7勝）
  - ゴーンウェスト / Gone West（1987年ドワイヤーステークス）
  - ジェイドハンター / Jade Hunter（1988年ドンハンデキャップ、ガルフストリームパークハンデキャップ）
  - マイニング / Mining（1988年ヴォスバーグステークス、ゼンノロブロイの母・ローミンレイチェルの父）
- 1985年生
  - シーキングザゴールド / Seeking the Gold（1988年ドワイヤーステークス、スーパーダービー）
  - フォーティナイナー / Forty Niner（1987年フューチュリティステークス、シャンペンステークス、1988年ハスケルインビテーショナルハンデキャップ、トラヴァーズステークス）
- 1987年生
  - ジェイドロバリー / Jade Robbery（1989年ジャン・リュック・ラガルデール賞〈フランスグランクリテリウム〉）
  - マキャベリアン / Machiavellian（1989年モルニ賞、サラマンドル賞）
  - リズム / Rhythm（1989年ブリーダーズカップ・ジュヴェナイル、1990年トラヴァーズステークス）
- 1988年生
  - スキャン / Scan（1991年ジェロームハンデキャップ、ペガサスハンデキャップ）
- 1990年生
  - キングマンボ / Kingmambo（1993年プール・デッセ・デ・プーラン〈フランス2000ギニー〉、セントジェームズパレスステークス、ムーラン・ド・ロンシャン賞）
- 1991年生
  - アワエンブレム / Our Emblem（種牡馬、ウォーエンブレムの父）
- 1992年生
  - スマートストライク / Smart Strike（1996年フィリップ・H. アイズリンハンデキャップ）
- 1993年生
  - ターリブ / Ta Rib（1996年プール・デッセ・デ・プーリッシュ〈フランス1000ギニー〉）
- 1995年生
  - チェスターハウス / Chester House（2000年アーリントンミリオンステークス）
- 1997年生
  - フサイチペガサス / Fusaichi Pegasus（2000年ケンタッキーダービー）
- 1998年生
  - アルデバラン / Aldebaran（2003年サンカルロスハンデキャップ、メトロポリタンハンデキャップ、フォアゴーハンデキャップ）

### 母父としての代表産駒
- 1985年生
  - メイプルジンスキー / Maplejinsky（1988年アラバマステークスほか） - 父Nijinsky
- 1986年生
  - ダンスホール / Dancehall（1989年パリ大賞典ほか） - 父Assert
- 1987年生
  - デイジュール / Dayjur（1990年アベイ・ド・ロンシャン賞ほか） - 父Danzig
- 1989年生
  - ウィッシュドリーム（1993年金鯱賞ほか） - 父リファーズウィッシュ
  - プロストライン（1993年根岸ステークスほか） - 父Mt. Livermore
- 1990年生
  - ハリウッドワイルドキャット / Hollywood Wildcat（1993年ブリーダーズカップ・ディスタフほか） - 父Kris S.
- 1991年生
  - グリーンチューン / Green Tune（1994年仏2000ギニーほか） - 父Green Dancer
  - チョウカイキャロル（1994年優駿牝馬ほか） - 父ブライアンズタイム
- 1992年生
  - フライングスパー / Flying Spur（1996年オーストラリアンギニーほか） - 父デインヒル
- 1994年生
  - トミスーズディライト / Tomisue's Delight（1997年ラフィアンハンデキャップほか） - 父A.P.Indy
- 1995年生
  - トキオパーフェクト（1998年クリスタルカップほか） - 父Rahy
- 1996年生
  - オース / Oath（1996年スピナウェイステークスほか） - 父Known Fact
  - フサイチエアデール（1999年報知杯4歳牝馬特別ほか） - 父サンデーサイレンス
  - ビハインドザマスク（2001年スワンステークスほか） - 父ホワイトマズル
- 1997年生
  - ファインダーズフィー / Finder's Fee（2000年エイコーンステークスほか） - 父Storm Cat
  - ファスリエフ / Fasliyev（1999年モルニー賞ほか） - 父Nureyev
  - カーネギーダイアン（2000年青葉賞） - 父カーネギー
- 1998年生
  - ラリアニ / Lailani（2001年アイリッシュオークスほか） - 父Unfuwain
  - ミナルディ / Minardi（2000年ミドルパークステークスほか） - 父Boundary
  - ゴッドオブチャンス（2002年京王杯スプリングカップ） - 父Cozzene
  - テンシノキセキ（2003年セントウルステークスほか） - 父フジキセキ
  - ビッグゴールド（2002年中山金杯） - 父ブライアンズタイム
  - ベルモントビーチ（2004年マリーンカップ） - 父アジュディケーティング
- 1999年生
  - マインシャフト / Mineshaft（2003年ジョッキークラブゴールドカップほか） - 父A.P.Indy
  - ノーリーズン（2002年皐月賞） - 父ブライアンズタイム
- 2000年生
  - チアフルスマイル（2006年キーンランドカップ） - 父サンデーサイレンス
- 2001年生
  - ロックハードテン / Rock Hard Ten（2005年サンタアニタハンデキャップほか） - 父Kris S.
  - ワンクールキャット / One Cool Cat（2003年フェニックスステークスほか） - 父Storm Cat
  - ホオキパウェーブ（2005年オールカマーほか） - 父カーネギー
  - グレイトジャーニー（2004年シンザン記念ほか） - 父サンデーサイレンス
  - ダイワバンディット（2003年新潟2歳ステークス） - 父ボストンハーバー
  - キョウワハピネス（2004年ファルコンステークス） - 父オース
- 2002年生
  - アラゴーン / Aragorn（2006年エディーリードハンデキャップほか） - 父Giant's Causeway
  - サマリー / Summerly（2005年ケンタッキーオークスほか） - 父Summer Squall
  - トウカイワイルド（2007年日経新春杯） - 父サンデーサイレンス
- 2003年生
  - ルンペルシュティルツキン / Rumplestiltskin（2005年マルセルブサック賞ほか） - 父デインヒル
  - ステキシンスケクン（2006年アーリントンカップほか） - 父Danzig
- 2004年生
  - スキャットダディ / Scat Daddy（2007年フロリダダービーほか） - 父ヨハネスブルグ
  - フリオーソ（2008年・2010年帝王賞ほか） - 父ブライアンズタイム
  - ヒラボクロイヤル（2007年青葉賞） - 父タニノギムレット
- 2005年生
  - ウォーパス / War Pass（2007年ブリーダーズカップ・ジュヴェナイルほか） - 父Cherokee Run
- 2006年生
  - ガナーティ / Ghanaati（2009年英1000ギニーほか） - 父Giant's Causeway
  - タッチミーノット（2013年中山金杯） - 父ダンスインザダーク
- 2008年生
  - レーザーバレット（2015年兵庫ゴールドトロフィーほか） - 父ブライアンズタイム
- 2009年生
  - ジェモロジスト / Gemologist（2012年ウッドメモリアルステークスほか） - 父Tiznow
- 2010年生
  - サマリーズ（2012年全日本2歳優駿ほか） - 父ハードスパン

## 血統構成
- ノーザンダンサーなどのネアルコ系と異系統のネイティヴダンサー系であるが、血統構成を見るとネアルコ・ムムタズマハル（母父ナシュアのナスルーラ経由）、ネイティヴダンサー（祖父）の血が入り、ノーザンダンサーと類似している。
- バックパサーをはじめとしたトムフール系と分かりやすいニックスが存在する。

## 血統表
| ミスタープロスペクターの血統（レイズアネイティヴ系 / Teddy4×5=9.38%） | ミスタープロスペクターの血統（レイズアネイティヴ系 / Teddy4×5=9.38%） | ミスタープロスペクターの血統（レイズアネイティヴ系 / Teddy4×5=9.38%） | （血統表の出典）     | （血統表の出典） |
| 父 Raise a Native 1961 栗毛                                           | 父の父Native Dancer 1950 芦毛                                         | Polynesian                                                            | Unbreakable          | Unbreakable      |
| 父 Raise a Native 1961 栗毛                                           | 父の父Native Dancer 1950 芦毛                                         | Polynesian                                                            | Black Polly          |                  |
| 父 Raise a Native 1961 栗毛                                           | 父の父Native Dancer 1950 芦毛                                         | Geisha                                                                | Discovery            | Discovery        |
| 父 Raise a Native 1961 栗毛                                           | 父の父Native Dancer 1950 芦毛                                         | Geisha                                                                | Miyako               |                  |
| 父 Raise a Native 1961 栗毛                                           | 父の母Raise You 1946 栗毛                                             | Case Ace                                                              | Teddy                | Teddy            |
| 父 Raise a Native 1961 栗毛                                           | 父の母Raise You 1946 栗毛                                             | Case Ace                                                              | Sweetheart           |                  |
| 父 Raise a Native 1961 栗毛                                           | 父の母Raise You 1946 栗毛                                             | Lady Glory                                                            | American Flag        | American Flag    |
| 父 Raise a Native 1961 栗毛                                           | 父の母Raise You 1946 栗毛                                             | Lady Glory                                                            | Beloved              |                  |
| 母 Gold Digger 1962 鹿毛                                              | 母の父Nashua 1952 鹿毛                                                | Nasrullah                                                             | Nearco               | Nearco           |
| 母 Gold Digger 1962 鹿毛                                              | 母の父Nashua 1952 鹿毛                                                | Nasrullah                                                             | Mumtaz Begum         |                  |
| 母 Gold Digger 1962 鹿毛                                              | 母の父Nashua 1952 鹿毛                                                | Segula                                                                | Johnstown            | Johnstown        |
| 母 Gold Digger 1962 鹿毛                                              | 母の父Nashua 1952 鹿毛                                                | Segula                                                                | Sekhmet              |                  |
| 母 Gold Digger 1962 鹿毛                                              | 母の母Sequence 1946 黒鹿毛                                            | Count Fleet                                                           | Reigh Count          | Reigh Count      |
| 母 Gold Digger 1962 鹿毛                                              | 母の母Sequence 1946 黒鹿毛                                            | Count Fleet                                                           | Quickly              |                  |
| 母 Gold Digger 1962 鹿毛                                              | 母の母Sequence 1946 黒鹿毛                                            | Miss Dogwood                                                          | Bull Dog             | Bull Dog         |
| 母 Gold Digger 1962 鹿毛                                              | 母の母Sequence 1946 黒鹿毛                                            | Miss Dogwood                                                          | Myrtlewood F-No.13-c |                  |

- ショットオーヴァーからフリゼットを経てマートルウッドに続く牝系に属する。フリゼット系、マートルウッド系も合わせて参照されたい。